# Jaroslav Herkloc
Plukovník Jaroslav Herkloc (5. srpna 1891 Stradonice – 21. srpna 1943 Breslau) byl legionář, důstojník československé armády a odbojář z období druhé světové války.

## Život

### Mládí a první světová válka
Jaroslav Herkloc se narodil 5. srpna 1891 ve Stradonicích v lounském okrese. Mezi lety 1908 a 1911 vychodil obchodní akademii v Praze a 3. září 1912 byl odveden do armády, rok sloužil jako dobrovolník v Praze přičemž absolvoval školu pro záložní důstojníky. Po vypuknutí první světové války brzy odjel s pěším plukem na srbskou frontu, kde byl 15. listopadu 1914 raněn. Po vyléčení v Praze byl nejprve odvelen do Nového Jičína a posléze na ruskou frontu, kde v hodnosti poručíka a velitele roty padl 7. srpna 1916 do zajetí. Hned 18. září téhož roku se přihlásil do legií, prodělal důstojnický kurz v Borispolu, zúčastnil se bojů u Bachmače a sibiřské anabáze.

### Mezi světovými válkami
Do Československa se vrátil 19. června 1920 v hodnosti kapitána a v srpnu téhož roku nastoupil do Olomouce jako velitel praporu, poté byl převelen do Trenčína. Na Slovensku se vyskytoval do roku 1927, kdy byl převelen do Brna. Vojensky se vzdělával a hodnostně stoupal. V roce 1933 velel oddílům potlačujícím fašistický tzv. Židenický puč za což sklidil pochvalu. Již jako podplukovník prodělal kurz velitelů vojskových těles v Praze a poté byl převelen k hraničářskému praporu 6 do Domažlic. 1. prosince 1936 byl jmenován velitelem praporu Stráže obrany státu v Domažlicích a současně vojensko-technickým referentem u hlavního okresního politického úřadu tamtéž. Za činnost v období mnichovských událostí sklidil pochvalná hodnocení.

### Druhá světová válka
Po obsazení zbytku Československa se Jaroslav Herkloc zapojil do činnosti Obrany národa. Po Bohumilu Bočkovi převzal po jeho nuceném odchodu do zahraničí velení v Domažlicích. Zatčen byl 5. března 1940 a poté dlouho vyslýchán. 5. listopadu 1942 byl za přípravu velezrady odsouzen ke dvanácti letům vězení. 21. srpna 1943 zemřel ve vězeňské nemocnici ve Vratislavi. Urna s jeho popelem byla rodinou uložena na hřbitově v Jihlavě. Pamětní desky mu byly zřízeny v Plzni a v Jihlavě, jemu a jeho ženě je věnován kenotaf v urnovém háji v Hodonínské ulici v Bratislavě. 25. října 1946 byl dekretem prezidenta republiky Jaroslav Herkloc povýšen in memoriam do hodnosti plukovníka.

## Rodina
Jaroslav Herkloc se v roce 1922 oženil Blaženou Juppovou, v roce 1923 se mu narodil syn Jaroslav a v roce 1929 dcera Alena. Blažena Herklocová byla do únorového puče funkcionářkou národních socialistů v Jihlavě, ze které ale po přejmenování na stranu socialistickou vystoupila. V březnu 1954 byla zatčena za nenahlášení členů protikomunistické organizace Blaník a odsouzena na dva roky. Jaroslav Herkloc mladší se též stal vojákem. Po neúspěšném pokusu opustit republiku byl za zběhnutí, vyzvědačství a velezradu odsouzen na deset let žaláře. Mladší bratr Jaroslava Herkloce padl v roce 1916.